# Вона, Габор
Га́бор Во́на (венг. Vona Gábor, настоящая фамилия — Зазривец (Zázrivecz); род. 20 августа 1978, Дьёндьёш) — венгерский крайне правый политик, бывший лидер националистической Партии за лучшую Венгрию (Йоббик) (с 2006 по 2018 год), партийный кандидат на должность премьер-министра на парламентских выборах 2010 года.
Родом из крестьянской семьи, чем объясняет любовь к земле и свои антикоммунистические взгляды.
Окончил Университет имени Лоранда Этвёша в Будапеште, где изучал историю и психологию. В 2003 году участвовал в создании Партии за лучшую Венгрию (Йоббик), а в 2006 году стал её председателем, сменив на этом посту Давида Ковача. В 2007 году Вона стал руководителем ультраправой военизированной организации «Венгерская гвардия».
Вона — кандидат от своей партии на должность премьер-министра на парламентских выборах 2010 года. На одном из предвыборных митингов он заявил: «Сейчас могут произойти окончательные радикальные перемены. Одним или, скорее, двумя росчерками пера, мы можем положить конец беспределу, творившемуся последние двадцать лет». В нынешнем составе парламента руководит фракцией партии Йоббик и участвует в работе трех комитетов. В целях борьбы с «цыганской преступностью» призывает к ограничению рождаемости у цыган и к принудительной передаче цыганских детей «ленивых родителей» в школы-интернаты.
Женат, воспитывает сына.

### Комментарии
1. ↑  В Венгрии действует смешанная избирательная система, при которой каждый избиратель имеет два голоса: по одномандатному округу и по партийному списку